# South African Open 1994
Il South African Open 1994 è stato un torneo di tennis giocato sul cemento. È stata la 16ª edizione del South African Open, che fa parte della categoria World Series nell'ambito dell'ATP Tour 1994. Si è giocato a Sun City in Sudafrica dal 28 marzo al 3 aprile 1994.

## Campioni

### Singolare
Markus Zoecke ha battuto in finale  Henrik Dreekmann con il punteggio di 6–1, 6–4

### Doppio
Marius Barnard /  Brent Haygarth hanno battuto in finale  Ellis Ferreira /  Grant Stafford con il punteggio di 6–3, 7–5